# Георг Конрад фон Тьоринг-Зеефелд
Георг Конрад фон Тьоринг-Зеефелд (на немски: Georg Konrad Freiherr von Törring; * 4 април 1580, дворец Вьорт, Вьорт ан дер Донау; † 20/26 юли 1625) е фрайхер на Тьоринг-Зеефелд в Горна Бавария.

## Биография
Той е големият син на фрайхер Евстах фон Тьоринг-Зеефелд (1551/1552 – 1615) и съпругата му фрайин Катарина фон Бемелберг-Хоенбург (1558 – 1612), дъщеря на фрайхер Конрад X фон Бемелберг-Хоенбург († 1591) и графиня Катарина фон Хелфенщайн (1532 – 1578). Брат е на фрайхер Фердинанд I фон Тьоринг-Зеефелд (1583 – 1622) и на Катарина Йохана фон Тьоринг (1577 – 1593), омъжена за фрайхер Фробен фон Валдбург-Цайл (1569 – 1614).
Георг Конрад фон Тьоринг-Зеефелд умура на 45 години на 26 юли 1625 г. и е погребан в „Св. Георг“ в Богенхаузен.
През 1630 г. родът Тьоринг получава титлата граф.

## Фамилия
Георг Конрад се жени за графиня Анна Фугер-Кирхберг-Вайсенхорн (* 25 април 1582; † 12 май 1633, погребана в „Св. Улрих“, Аугсбург), дъщеря на граф Якоб III Фугер (1542 – 1598) и Анна Илзунг фон Тратцберг (1549 – 1601). Те имат пет деца:
- Кристоф († млад)
- Мария Елизабет фон Тьоринг (* 1605; † 30 март 1639), омъжена на 5 март 1628 г. във Фрауенщайн за Йохан Волфганг фон Паумгартен-Фрауенщайн († 1650)
- Максимилиан Франц (* 4 март 1609; † млад)
- Анна Катарина фон Тьоринг (* 1610; † 4 април 1630, Залцбург), омъжена на 24 май 1628 г. в Залцбург за фрайхер Фридрих Зедлнитцки фон Колтитц
- Мария Якобея (* 1611; † пр. 20 май 1655), омъжена I. за Максимилиан Кривели фон Гуда († 12 юли 1634), II. на 21 август 1639 г. за Якоб Пуехер фон Пуех
- Франц Расо (* 7 ноември 1614; † млад)
- Мария Франциска (* 3 юли 1617; † 10 октомври 1650), омъжена за Максимилиан Фугер фон Кирхберг-Вайсенхорн (* 4 декември 1608; † 12 януари 1669), син на Антон Фугер фон Кирхберг (1563 – 1616)